# ステフィン・カリー
ワーデル・ステフィン・カリー2世（Wardell Stephen Curry II、1988年3月14日 - ）は、アメリカ合衆国オハイオ州アクロン生まれ、ノースカロライナ州シャーロット出身のプロバスケットボール選手。NBAのゴールデンステート・ウォリアーズに所属している。ポジションはポイントガード。
歴代最高のシューターとして名高く、従来の2ポイントシュートを重視するオフェンス理論を覆すなど、NBAのオフェンスに革命をもたらしたと言われる。愛称は「Steph（ステフ）」「Chef（シェフ）」「Baby-Faced Assassin（ベイビーフェイス・アサシン）」など。
父親はNBAのシャーロット・ホーネッツやクリーブランド・キャバリアーズなどで16年間NBAで活躍したデル・カリー、弟のセス・カリーもNBA選手である。また、全盛期はクレイ・トンプソンとドレイモンド・グリーンとスプラッシュ・ブラザーズを結成した。ケビン・デュラントと一緒にチームを2度の優勝に導いた。

## 生い立ち
1988年3月14日、デル・カリーとバージニア工科大学のバレーボール選手だった母親との間にオハイオ州アクロンにて生まれた。偶然にも生まれた病院はレブロン・ジェームズと同じだった。父親がシャーロット・ホーネッツに入団したことから、ノースカロライナ州シャーロットで育った。ステフィンや弟のセスは、父親の試合に連れて行かれ、試合開始前のウォームアップの時にはシュートを打たせてもらったこともある。母親からモンテッソーリ教育を受けた。
2001年から2002年にかけては、父親がトロント・ラプターズに所属したため、トロントに移り住んで、オンタリオ州エトビコのクイーンズウェイクリスチャンカレッジで8学年を過ごした。そこで7学年、8学年のバスケットボールチームに入った。彼のチームはその年、無敗でシーズンを終えた。

## 学生時代
高校時代まではショーン・マリオンのようなフォームでシュートを打っていたが、父親の指導により高校2年からシュートフォームを改善した。
ノースカロライナ州のシャーロット・クリスチャン高校に入学、彼は在学中チームを3回プレーオフに導き、カンファレンス優勝を3回果たした。またカンファレンス及び州のオールチームにも選ばれた。高校の最終学年当時、身長が6フィート（183cm）、体重160ポンドだった彼は、メジャーカンファレンスに所属する大学からの奨学金オファーを受けることができなかった。彼は父親が殿堂入りを果たしているバージニア工科大学でプレーすることを望んだが、奨学金を受けることのないウォークオンでのオファーしかもらえなかった。デイビッドソン大学、バージニアコモンウェルス大学、ウィンスロップ大学からオファーを受けた彼は、地元のデイビッドソン大学に進学した。
1年目の2006-07シーズンは、大学でのデビュー戦となった東ミシガン大学戦で15得点を記録したが、13ターンオーバーを喫した。続くミシガン大学戦で1年生ながら32得点、4アシスト、9リバウンドの成績を記録し注目される。この年、サザン・カンファレンストップの平均21.5得点を記録した。平均21.5得点は全米の1年生の中でもテキサス大学のケビン・デュラントに次ぐ2位の記録であった。彼の活躍もあり、チームは29勝5敗でサザン・カンファレンス優勝を果たした。ファーマン大学とのカンファレンス準々決勝でシーズン113本目の3ポイントシュートを成功させて、NCAAの1年生における3ポイントシュート成功数新記録を作った。3月15日、チームはNCAAトーナメント1回戦でメリーランド大学と対戦、70-82で敗れたものの彼自身は30得点をあげた。この年、彼はカンファレンスの新人王やトーナメントMVPなどの賞を総なめにした。シーズン終了後、彼は2007年バスケットボールU-19世界選手権のメンバーとして、平均19.4分出場し、9.4得点、3.8リバウンド、2.2アシストを記録、銀メダルを獲得した。

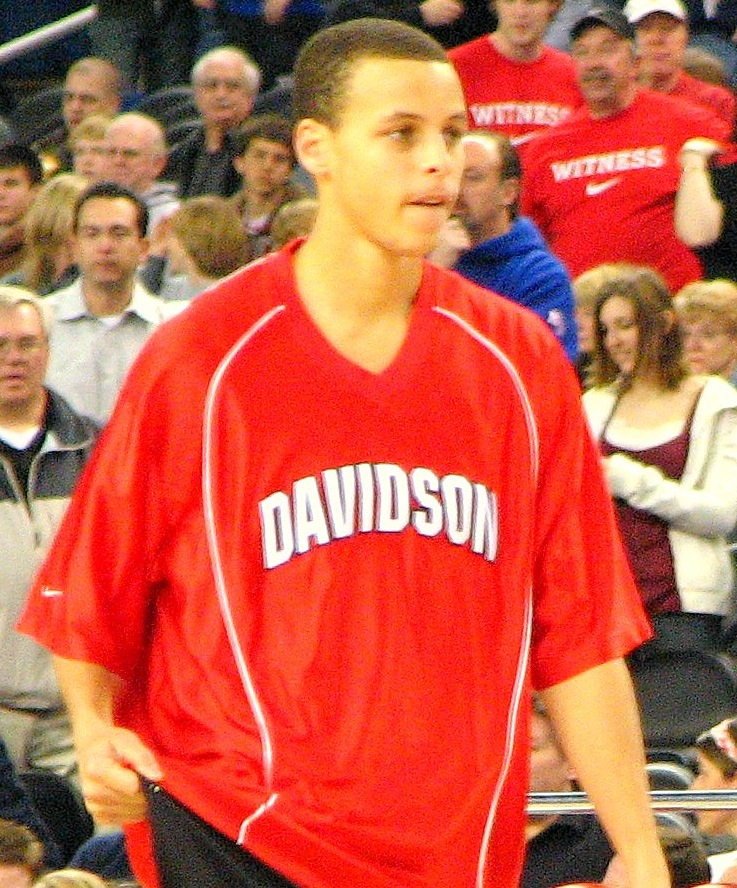
2008年NCAAトーナメントでのカリー

2年目の2007-08シーズン、彼の身長は6フィート2インチ（188cm）に成長した。この年カンファレンストップの平均25.5得点、4.7リバウンド、2.8アシストを記録した。チームは26勝6敗、カンファレンス内の対戦では20戦全勝を果たし、3年連続NCAAトーナメント出場を決めた。NCAAトーナメントでは、3月21日のゴンザガ大学戦で11点リードされて前半を終了したが、後半カリーが30得点を記録する活躍を見せて、チームは82-76で逆転勝利、1969年以来となるNCAAトーナメントでの勝ち星を挙げた。この試合でカリーは10本中9本の3ポイントシュートを成功させた。2回戦ではジョージタウン大学と対戦した。前年のトーナメントでファイナル4に残ったジョージタウン大学が圧倒的に有利と見られていた。前半カリーはわずか5得点に終わり、チームは17点差で後半を迎えたが、後半カリーは25得点を記録する活躍を見せて、チームは74-70で逆転勝利をおさめた。3回戦のウィスコンシン大学戦でも33得点を記録し、チームは73-56で勝利、エリート8に進出した。クライド・ラブレット、ジェリー・チェンバース、グレン・ロビンソンに次いでNCAAトーナメントでのデビュー戦から4試合連続30得点以上を記録した4人目の選手となった。バトラー大学のダリン・フィッツジェラルドが作ったNCAA記録に並ぶ158本の3ポイントシュートを記録していた彼は、4回戦のカンザス大学戦で159本目の3ポイントシュートを成功し、25得点を記録したが、チームは57-59で敗れた。この年彼はNCAAオールアメリカンセカンドチームに選ばれた。カンザス大学に敗れた後、彼はNBAドラフトにアーリーエントリーしないことを表明した。
2008年11月18日のオクラホマ大学戦では自己ベストの44得点を記録したが、チームは78-82で敗れた。11月21日のウィンズロップ大学戦では30得点に加えて、自己ベストの13アシストを記録し、チームは97-70で勝利した。11月25日のロヨラ大学戦では終始ダブルチームを受けて、シュート数はわずか3回でいずれも失敗し、大学時代唯一となる無得点に終わった。2桁得点を記録できなかったのも、2度目であった。11日後に行われたノースカロライナ州立大学戦では自己ベストの44得点を記録した。2009年2月14日のファーマン大学戦で足首を負傷、2月18日のシタデル大学戦を欠場した。この年、チームはカンファレンス内で18勝2敗となり、サウスディビジョン優勝を果たした。カンファレンスのトーナメント、アパラチアン州立大学戦では43得点を記録し、チームは84-68で勝利したが、カンファレンス準決勝のチャールストン大学戦で52-59と敗れ、NCAAトーナメント出場はならず、NITトーナメントに回った。チームは2回戦で敗れ、これがカリーの大学での最後の試合となった。
3年生時は平均28.9得点を記録し、NCAAオールアメリカンのファーストチームに選ばれた。3年生終了後、2009年のNBAドラフトにアーリーエントリーした。
| 年   | ソース            | 身長シューズ無し | 身長シューズ有り   | 体重          | ウィングスパン      | スタンディングリーチ | 体脂肪 | 垂直跳び         | 最大跳躍         |
| ---- | ----------------- | ---------------- | ------------------ | ------------- | ------------------- | -------------------- | ------ | ---------------- | ---------------- |
| 2009 | NBA Draft Combine | 6ft2in（188cm）  | 6ft3.25in（191cm） | 181lb（83kg） | 6ft3.5in（191.5cm） | 8ft1in（246cm）      | 5.7%   | 29.5in（74.9cm） | 35.5in（90.2cm） |

プレドラフトキャンプ時の身体データ
| ウイングスパン | ジャンプ力 | スプリント | ベンチプレス |
| -------------- | ---------- | ---------- | ------------ |
| 191cm          | 74.9cm     | 3.28秒     | 10回         |

※スプリントはコート3/4（約21m）走。

## NBAキャリア

### ゴールデンステート・ウォリアーズ
2009年のNBAドラフトにおいて、ゴールデンステート・ウォリアーズから全体7位指名を受けた。スカウトチームはリッキー・ルビオ、デマー・デローザン、ジョーダン・ヒルを推していたが、ドン・ネルソンヘッドコーチはカリーの中にスティーブ・ナッシュのような才能を感じ指名に至った。

#### キャリア初期（2009年 - 2014年）

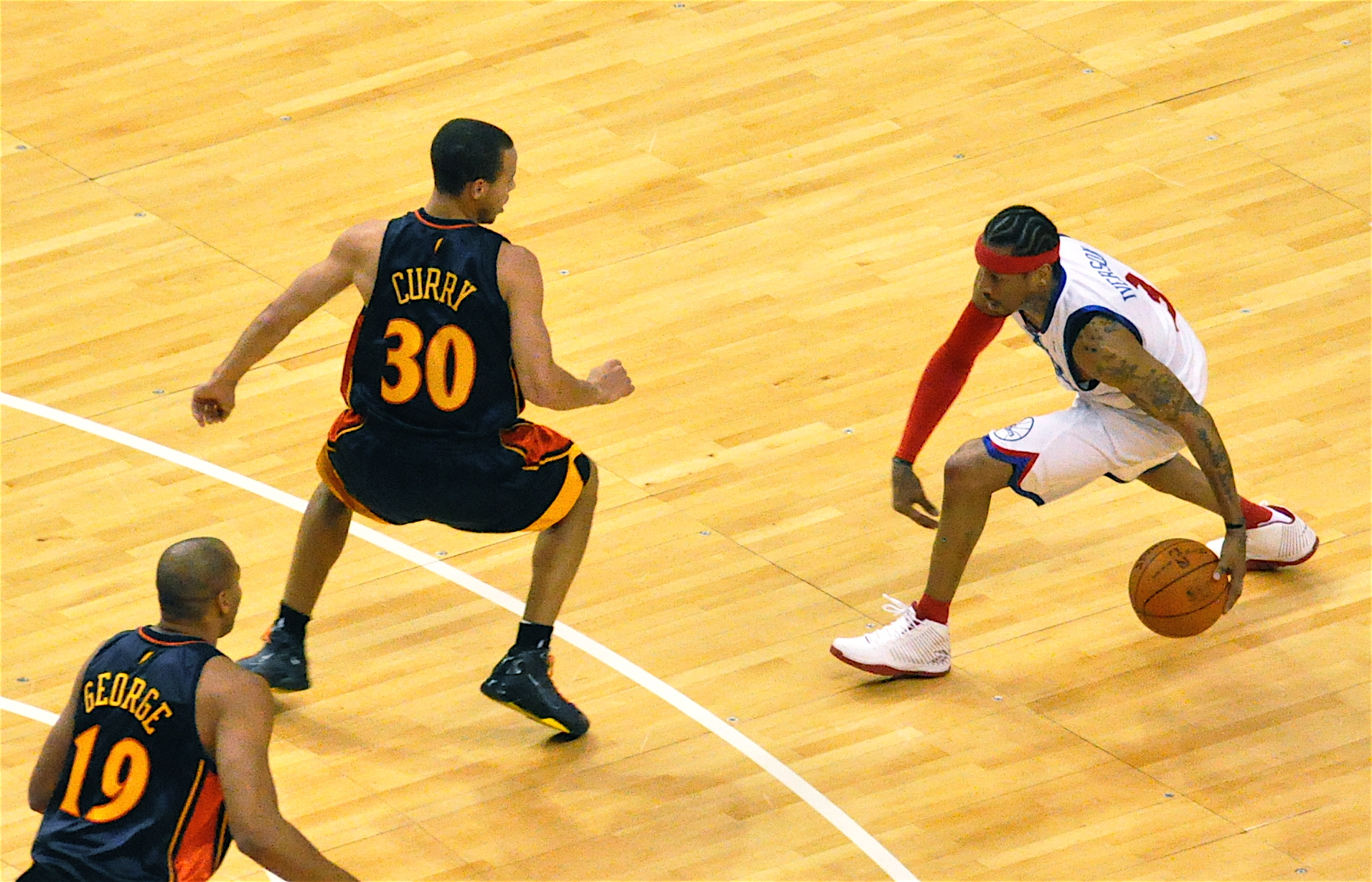
アレン・アイバーソンをディフェンスするカリー（2009年）

7月に4年総額1270万ドルの契約を結んだ。同年10月28日のヒューストン・ロケッツとのシーズン開幕戦から先発出場し、36分間の出場で14得点、7アシスト、4スティールの成績を残した。2010年2月10日、36得点、13アシスト、10リバウンドを記録、初のトリプルダブルを達成した。2010年4月7日、ドン・ネルソンヘッドコーチがNBA歴代ヘッドコーチ最多勝となる1333勝目を挙げた試合では27得点、14アシスト、8リバウンド、7スティールの活躍を見せた。同じコンボガードでありチームメイトであるモンタ・エリスとの共存が心配されたが、HCのドン・ネルソンのラン&ガンオフェンスにフィットし、平均17.5得点、5.9アシスト、1.9スティール、3P成功率43.7%を記録。その年の新人王のタイリーク・エバンスを上回る月間最優秀新人賞を3回受賞した。新人王の投票ではエバンスに次ぐ2位の票を得た。この年、平均17.5得点、4.5リバウンド、5.9アシスト、1.9スティールを記録、オールルーキーファーストチームにタイリーク・エバンス、ブランドン・ジェニングスとともに満票で選ばれた。

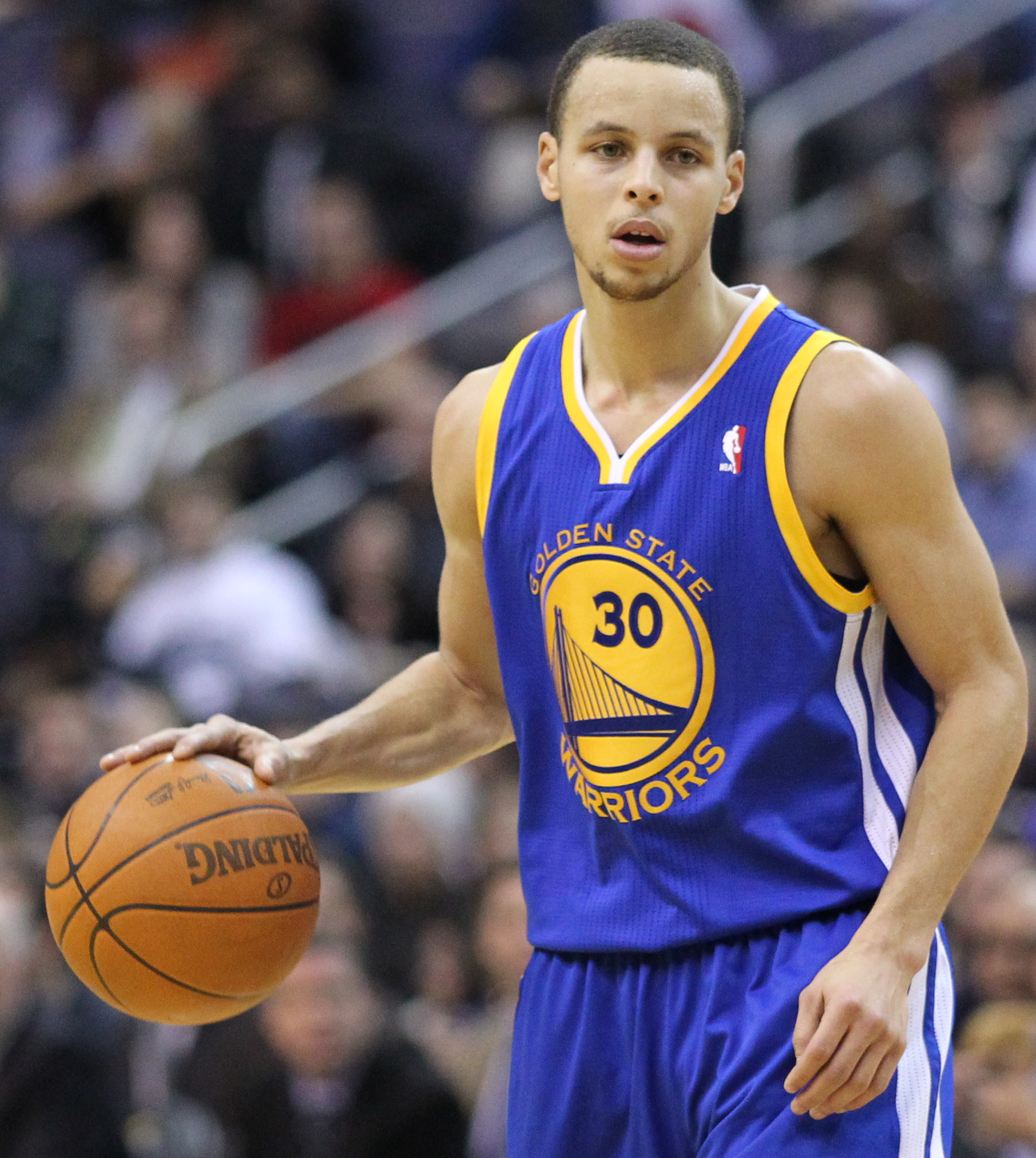
2011年3月のカリー

2010-11シーズンには、オールスターウィークエンドのスキルズチャレンジに出場し優勝を果たした。フリースローではリーグ首位の93.4%を記録し、リック・バリーの持っていたウォリアーズのFT%記録を塗り替えた。この年、平均18.6得点、3.9リバウンド、5.8アシスト、1.5スティールを記録し、NBAスポーツマンシップ賞を受賞した。
2011-12シーズン開幕前の5月にカリーは右足の靱帯の修復手術を受けたものの、ロックアウトの影響により短縮されたシーズン開幕直前のプレシーズンゲーム、サクラメント・キングス戦で右足首の捻挫をした。ロサンゼルス・クリッパーズとのシーズン開幕戦では先発出場したものの、シュート12本中2本の成功、4得点に終わった。続くシカゴ・ブルズ戦では21得点、10アシストでチームを勝利に導いたが、再び足首を痛めて、次の試合を欠場した。続く3試合に出場したが、1月4日の試合で右足首を再度痛めた。1月20日の試合で復帰し、16試合に出場したが、2月22日のフェニックス・サンズ戦でアキレス腱を痛めた。3月5日のワシントン・ウィザーズ戦で復帰し、4試合に出場したが、関節鏡手術を受け、シーズン残り試合を棒に振った。この年、66試合中、26試合の出場に留まり、14.7得点、3.4リバウンド、5.3アシスト、1.5スティールと成績を落とした。
2012年10月31日、4年総額4400万ドルの契約延長に合意した。。
2012-13シーズンは一転してカリー、ウォリアーズの共々躍進の年となった。シーズン78試合に出場し、個人成績としては22.9得点、4.0リバウンド、6.9アシストを記録した。2013年2月27日に行われたニューヨーク・ニックス戦ではチーム記録となる11本の3ポイントを含む54得点を記録し、自身の持つ爆発的な攻撃力をいかんなく発揮した。マディソン・スクエア・ガーデンでニックスの対戦相手の選手が記録した得点としては、コービー・ブライアントの61得点、マイケル・ジョーダンの55得点に次ぐ歴代3位の記録であった。なおこれはこのシーズンのリーグハイの得点記録でもあった。またカリーはシーズンを通して272本の3ポイントシュートを決め、レイ・アレンの持つ269本の3ポイントシュート記録を更新した。このシーズン、ウォリアーズは47勝35敗を記録しウェスタン・カンファレンス第6シードで6年ぶりのプレイオフ出場を獲得し、カリーや多くのチームメートが、キャリア初のプレイオフ出場を果たした。プレイオフ1回戦では、第3シードのデンバー・ナゲッツを下すアップセットを演じ、続く2回戦では、この年にファイナルまで進んだサンアントニオ・スパーズ相手に2勝を奪う好戦を演じた。カリー自身もプレーオフ中、23.4得点、3.8リバウンド、8.1アシストを記録し、スパーズ戦の第1ゲームでは44得点を記録するなど、リーグにカリーの存在を強く印象付けた。
2013-14シーズンでは昨年に続いて好調を維持し、24得点、4.1リバウンド、8.5アシスト、3P成功率42.4%を記録した。
12月7日のメンフィス・グリズリーズ戦ではジェイソン・リチャードソンが持っていた3ポイントシュート成功700回のチーム記録を更新した。リチャードソンが在籍6シーズンで作った記録をカリーは5シーズン目に塗り替えた。
NBAオールスターゲームではファン投票でスターターに選ばれた。この年ウォリアーズは51勝31敗を記録し、強豪の仲間入りを果たした。プレイオフ1回戦で、リーグ屈指の司令塔クリス・ポール擁するロサンゼルス・クリッパーズと対戦し、第7戦まで好戦を演じたが敗退。この年カリーは、オールNBAセカンドチームに選ばれた。

#### 2014-15シーズン：NBA制覇とMVP

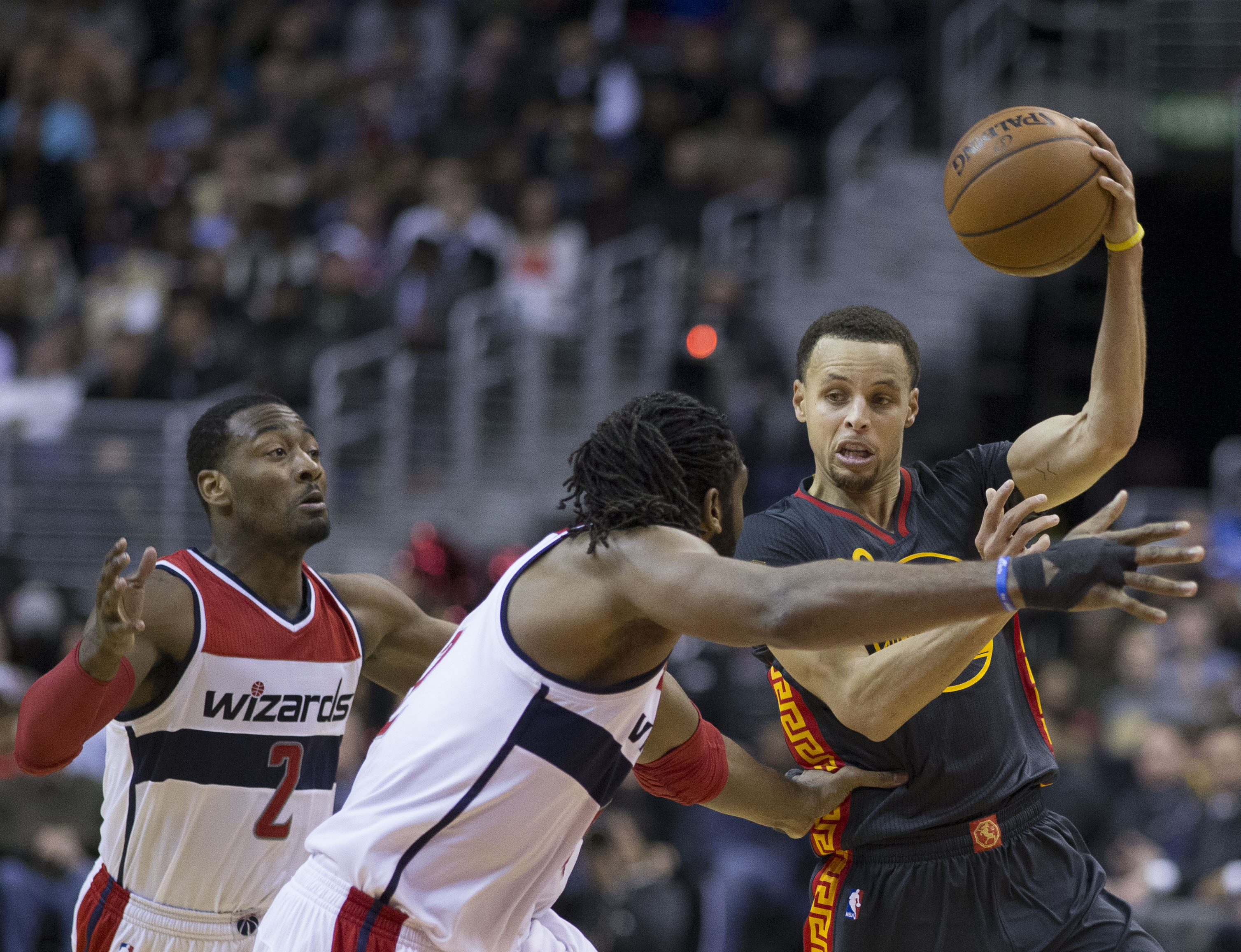
2014-15シーズン、カリーは1試合平均7.7アシストを記録し、リーグで6位だった。

新しくスティーブ・カーがヘッドコーチに就任した2014-15シーズンは、クレイ・トンプソンらと共に快進撃を演出。シーズン80試合に出場し、個人成績としては23.8得点、4.3リバウンド、7.7アシスト、3P成功率44.3%、FT成功率91.4%を記録したほか、シーズンを通して286本の3ポイントシュートを決め、自身が2012-13シーズンに樹立したNBA記録を大幅に更新するなど、自身の能力を遺憾なく発揮したシーズンとなった。キャリア369試合目となった、2015年1月7日のインディアナ・ペイサーズ戦で3ポイントシュート1000回成功を果たした。従来の最速記録はデニス・スコットの455試合目であり、88試合も早く記録を達成した。2月4日のダラス・マーベリックス戦では、3ポイントシュート10本成功を含む、シーズンハイの51得点を記録した。また2015年NBAオールスターゲームでは、ファン投票で全選手最多の投票を集め、チームウェストのスターターとして出場した。なおこれに先立って開催されたNBAスリーポイント・シュートアウト決勝では、13本連続成功を含む27点を記録し、自身初の栄冠に輝いた。このシュートアウトでは、2月10日にノースカロライナ州チャペルヒルでイスラム系学生3人が射殺された事件 (2015 Chapel Hill shooting) の被害者であり、カリーのファンだったデア・バラカットの名前を入れたスニーカーでプレーした。4月9日のポートランド・トレイルブレイザーズ戦では8本の3ポイントシュートを決め、自身が12-13シーズンに作ったNBA記録を更新する273本目の3ポイントシュートを決めた。最終的にウォリアーズは67勝15敗を記録し、ウォリアーズ史上最高の成績を収めると共に、自身もシーズン終了後にMVPを初受賞した。
優勝候補筆頭として臨んだプレーオフ1回戦では、第8シードニューオーリンズ・ペリカンズを危なげなくスイープし、カリー自身もこのシリーズ第3戦の終了間際に、起死回生の同点3ポイントシュートを決めるなど活躍した。続くプレイオフ準決勝では、第5シードメンフィス・グリズリーズと対戦し、これを4勝2敗で下した。またプレーオフ出場28試合目となったこのシリーズ第5戦において、プレーオフ通算100本目の3ポイントシュートを決め、レイ・アレンが保持していたプレーオフ35試合目での3ポイントシュート100本成功のNBA記録を更新した。第2シードヒューストン・ロケッツとの対戦となったカンファレンスファイナルでも、、ウォリアーズを1975年以来40年振りのNBAファイナルに導いた。プレーオフ13戦目となる第3戦には、59本目の3ポイントシュートを決め、2000年にレジー・ミラーが22試合の出場で記録した58本のプレーオフ3ポイントシュート記録を更新した。そしてイースタン・カンファレンス王者クリーブランド・キャバリアーズとの対戦となったNBAファイナルでも、随所にタイムリーなショットを連発し、同シリーズ第5戦では3ポイントシュート7本成功を含む37得点の活躍を見せた。ファイナルMVPこそアンドレ・イグダーラに譲ったものの、ウォリアーズを1975年以来40年振りのNBAチャンピオンに導いた。

#### 2015-16シーズン：史上初満票MVP
ディフェンディングチャンピオン及びMVPホルダーとして臨んだ2015-16シーズンでは、チーム、カリー共に開幕から王者としての強さをいかんなく発揮した。初戦のニューオリンズ・ペリカンズ戦でいきなり40得点（第1クォーターだけで24得点）、続く2試合後、再びペリカンズ戦で53得点を記録した。開幕3試合での合計118得点は1989–90シーズンのマイケル・ジョーダン以来最高の記録であり、一躍得点王に躍り出た。3ポイントシュートも昨年に増してハイペースで放っており、11月14日には父親のデル・カリーが持っているキャリア通算1245本の3ポイント記録をキャリア427試合目で更新（デルは1083試合で記録）。チームも開幕から連勝街道を突き進み、12月13日のミルウォーキー・バックス戦に負けるまで24連勝（昨年のレギュラーシーズンから数えると27連勝）を記録するなど絶好調で勝ち星を重ねた。
2016年のオールスターでは、この年引退を表明したコービー・ブライアントについで全体2位の票数を獲得した。オールスターウィークエンドでは昨年に続き連覇が期待される3ポイントコンテストに、スプラッシュブラザーズの弟クレイ・トンプソンと共に選出。共に決勝ラウンドに進出したものの、カリーは23得点。しかし13本連続スリーポイント成功という偉業を成し遂げファンを沸かせた。去年自身が打ち立てた27得点を記録したトンプソンに軍杯。連覇はならなかった。オールスター本戦では、勝敗が決まった試合残り時間にボールを託されたカリーはハーフコート付近からロングシュートを決め、オールスターを締めくくった。
2月26日のオーランド・マジック戦ではカイル・コーバーが保持していた127試合連続3ポイントシュート成功のNBA記録を更新。2月27日に行われたオクラホマシティ・サンダー戦では試合は終始サンダーにリードを奪われる接戦を演じていたが、カリーはこの試合で16本中12本の3ポイントシュートを沈め、延長の末同点で迎えた試合時間残り2秒、最後にカリーがロングスリー放ち魔法のようにリングに吸い込まれ、劇的な勝利を飾った。この試合を見ていたドウェイン・ウェイドやレブロン・ジェームズ数々のNBA選手、レジェンド選手からTwitterで賞賛の言葉が送られた。この試合でコービー・ブライアントとドニエル・マーシャルが持つ1試合12本の3ポイントシュート成功の記録に並ぶと同時に、昨年自身が樹立したシーズンでの3ポイントシュート成功記録を更新した。3月7日のオーランド・マジック戦で7本の3ポイントシュートを決め、NBA史上初のシーズン3ポイントシュート成功数300本に到達。4月13日に行われたレギュラーシーズン最終戦となるメンフィス・グリズリーズ戦では10本の3ポイントシュートを沈め、自身が昨シーズンに記録した286本を100本以上も上回る、402本の3ポイントシュートを記録するという偉業を成し遂げた。チームもこの試合で、95-96シーズンにブルズが樹立した72勝10敗の記録を塗り替え、73勝9敗を記録してシーズンの幕を閉じた。
2015-16シーズンを終え、得点王、スティール王、402本の3ポイントシュート、史上7人目となる50-40-90クラブ（FG50%-3pt40%-FT90%以上）と史上初の50-40-90クラブと得点王の同時達成、シーズン73勝など、記録づくめとなったカリーは投票ですべての1位票を集め、NBA史上初の満票でのMVPに輝き、ポイントガードとしてはスティーブ・ナッシュ以来となる2年連続MVPとなった。
プレーオフもレギュラーシーズン同様順調に滑りだすかと思われたが、1stラウンド対ヒューストン・ロケッツ戦第1試合で右足首を捻挫してしまう。第4試合で復帰することとなったが前半終了と同時に足を滑らせ右足膝をひねってしまい後半は欠場する事態となった。シリーズはロケッツを難なく下し、MRI検査でも異常は見当たらなかったが次の復帰まで2週間と診断される。セミファイナル対ポートランド・トレイルブレイザーズ戦第4試合で再復帰し、オーバータイムの5分間ではレギュラーシーズン・プレーオフ含め個人得点の新記録である17点を記録した。シリーズもブレイザーズを下しカンファレンスファイナルではオクラホマシティ・サンダーと対戦することとなった。シリーズは1勝3敗と追い詰められるがそこから逆転し、2年連続のファイナル進出を決めた。
ファイナルは前年同様クリーブランド・キャバリアーズと対戦することとなった。4戦を終えた時点で3勝1敗とし優勝も確実と思われたが、ドレイモンド・グリーンのフレグラントファウルの累積による出場停止、アンドリュー・ボーガットが膝の負傷でファイナル絶望となり流れをキャバリアーズに掴まれてしまう。第5戦のホームを落としさらに第6試合では劣勢の中カリーがファウルアウト、判定に不服があったカリーはマウスピースを投げて観客に当ててしまい、テクニカルファウルにより退場となる（偶然ではあるがマウスピースがぶつかったのはアリーナ最前列のVIP席にいたキャバリアーズのオーナーの息子である）。試合後、マウスピースを投げつけたテクニカルファウルに対して2万5000ドルの罰金を言い渡される。また、試合後審判の判定を批判したカーHCも同額の罰金処分となった。最終戦では粘るものの終盤の重要な場面で雑なパスからターンオーバーをしてしまうなど悪い流れを止められず、ウォリアーズは89-93でファイナル敗退となってしまった。チーム1の戦力であるため早めの復帰が望まれる中、膝や足首、噂される肩の怪我を押してファイナルに出場したがシリーズを通してキャバリアーズの執拗なディフェンスに苦しめられ、レギュラーシーズンと比べて大きく精彩を欠いてしまったことに一部のファンからも批判されることとなってしまった。

#### 2016-17シーズン：2度目の優勝
ウォリアーズはフリーエージェントのケビン・デュラントを迎えることになり、開幕前はカリーとのボールのシェアが心配された。
11月4日のロサンゼルス・レイカーズ戦で10本の3ポイントシュートを放ったが1本も決まらず、157試合続いていた3ポイントフィールドゴール成功記録が途絶えてしまう。しかしその3日後の次戦ニューオーリンズ・ペリカンズ戦では17本中13本の3ポイントシュートを成功させ、カリー自身、ドニエル・マーシャル、コービー・ブライアントの持っていた1試合12本の記録を更新し単独トップとなった。
2017年NBAオールスターに4年連続で選出され、2年連続で先発を務めることとなった。
2月28日のワシントン・ウィザーズ戦でデュラントが負傷、エースの1人を欠いたチームは約3年半ぶりに3連敗を喫するなど窮地に陥るがそこからカリーが奮闘、グリズリーズ、サンダー、ロケッツ、スパーズと言った強敵を倒しチームは14連勝を記録。カリーは連勝中の13試合で（14連勝目の試合は休養）、平均27.5得点、8.2アシスト、2.3スティール、FG%.502、3P%.478を記録しチームを牽引した。
レギュラーシーズンは79試合に出場し、チームはリーグ首位の67勝15敗で終えた。自身の3ポイントシュートはキャリア最低の成功率41%（それでも一流とされる40%のラインをクリア）だが、324本を決め5年連続成功数1位を成し遂げた。他の自己成績も前年度より下がってしまってはいるが、デュラントとの戦術面での共存関係は多くのコミュニケーションを取ったことでシーズン途中で解消。そしてカンファレンスプレーオフも問題なく12戦全勝で勝ち上がり、クリーブランド・キャバリアーズとの3年連続のNBAファイナルも平均26.8得点、9.4アシスト、8.0リバウンドと平均トリプルダブルに迫る活躍を見せ、チームの4勝1敗でのリベンジに貢献、2度目のチャンピオンに着いた。プレーオフを通して平均28.1得点、6.7アシスト、6.2リバウンド、2.0スティールを記録し、レギュラーシーズン終盤の好調を維持した活躍だった。
シーズン終了後の2017年7月1日、新労使協定に基づくスーパーマックス契約が適用される1人目として、ウォリアーズと5年総額2億100万ドルの契約に合意した。7月25日、正式に契約したことが発表された。

#### 2017-18シーズン：連覇
2017年12月4日に行われたペリカンズ戦で通算3ポイント成功本数2000本を達成した。通算597試合での達成はレイ・アレンの824試合を227試合更新することになり、史上最速での2000本達成となった。この試合でカリーは31得点、11アシストを記録しウォリアーズは125-115でペリカンズに勝利した。翌12月5日、前日行われたペリカンズ戦で負った足首の捻挫により少なくとも2週間離脱することが発表された。12月30日に行われたグリズリーズ戦で11試合ぶりに故障から復帰した。チームが141-128で勝利したこの試合でカリーは38得点、シーズンハイとなる10本のスリーポイントを記録、これで1試合10本以上のスリーポイントを決めた試合が通算で9度目（史上最多）となった。更に2018年1月6日に行われたクリッパーズ戦では45得点を記録しチームを勝利に導くなど復帰からの5試合で平均35.2得点、FG%.574、3P%.532を記録する活躍を見せた。この活躍によってカリーは第12週の週間最優秀選手賞を受賞した。今回の受賞で通算11度目の週間最優秀選手賞となった。
2018年1月18日、2月18日にロサンゼルスのステイプルズ・センターで行われるNBAオールスターゲームへの出場が発表された。ファン投票でウェスタン・カンファレンス最多となる237万9494票を獲得したカリーは、チーム史上初となる5年連続でのオールスター出場となり、先発出場は3年連続になる。また、カンファレンス最多得票を獲得したカリーは、チームキャプテンとなり、今回のオールスターから行われるオールスタードラフト（両カンファレンスのキャプテンが得票数の多いキャプテンから順にオールスターに選ばれた、キャプテン以外の選手を指名し、自チームに加えていく。カンファレンスを越えて指名することが可能）で選手を指名する立場となる。
1月26日に行われたミネソタ・ティンバーウルブズ戦で25得点、9アシスト、5リバウンドを記録し、チームは126-113での勝利した。この試合でカリーはフランチャイズ史上5人目となる通算1万4000得点を達成した。他の4選手は、得点の多い順からウィルト・チェンバレン（1万7783得点）、リック・バリー（1万6447得点）、ポール・アリジン（1万6266得点）、クリス・マリン（1万6235得点）。1月27日に行われたボストン・セルティックス戦でシーズンハイとなる49得点を記録した。イースト首位のセルティックスとの首位対決は、カリーとセルティックスのエースのカイリー・アービングが点を取り合う、最後の最後までどちらが勝利するかわからない激戦となったが、ラスト1分42秒で13得点を記録する活躍を見せたカリー率いるウォリアーズが109-105で勝利した。1月29日、これらの活躍が認められ、シーズン第15週のウェスタンカンファレンス週間最優秀選手に選ばれた。カリーは第15週に行われた3試合で平均35.3得点、7.0アシスト、5.0リバウンド、1.7スティールを記録し、チームの3連勝に貢献した。今回の週間最優秀選手賞はカリーにとって今季2度目、キャリア通算12度目となった。更にウォリアーズにとっては、チームに所属する選手が同賞を受賞するのが今回で50回目となる節目の受賞となった。2月1日、平均29.5得点、6.7アシスト、5.1リバウンド、FG%.514、3P%.463を記録したパフォーマンスが認められ、1月のウェスタンカンファレンス月間最優秀選手に選ばれた。2月22日に行われたロサンゼルス・クリッパーズ戦で今季3度目の40得点越えとなる44得点、10アシスト、6リバウンドを記録、この試合でカリーはシュートをFG14/19、3P8/11の確率で沈め、試合はウォリアーズが134-127で勝利した。3月2日に行われたアトランタ・ホークス戦で今季の3Pシュート成功本数200本に到達した。これにより1季の3Pシュート成功本数200本以上を6季達成したNBA史上初の選手となった。試合はカリーが28得点を記録し、ウォリアーズが114-109で勝利した。3月6日に行われたブルックリン・ネッツ戦で34得点、3P6本を記録、試合はウォリアーズが114-101で勝利した。またこの試合でカリーはフランチャイズ史上7人目となるFG成功数キャリア通算5000本に到達した。他の6人はウィルト・チェンバレン、リック・バリー、クリス・マリン、ポール・アリジン、ジェフ・マリンズ、ネイト・サーモンド。3月23日のアトランタ・ホークス戦で29得点、8リバウンドを記録したが、試合途中、左膝の負傷により途中退場した。3月24日、グレード2の左膝内側側副靱帯損傷により最低でも3週間の離脱になると発表された。ウォリアーズはレギュラーシーズンを58勝24敗で終了した。カリーが出場した試合は41勝10敗だったのに対し不出場だった試合では17勝14敗だった。
プレーオフ2回戦、対ニューオーリンズ・ペリカンズの第2戦で約6週間ぶりに故障から復帰、ベンチからのスタートで28得点を記録し、試合は121-116で勝利した。4年連続クリーブランド・キャバリアーズとのファイナルでは試合勘も取り戻して本領発揮。平均27.5得点、第2戦ではファイナルでの記録となる1試合9本の3ポイントシュートを決めた。

#### 2018-19シーズン
2018年10月21日、ウォリアーズはデンバー・ナゲッツ戦に100-98で敗れたが、カリーは6本の3ポイントシュートを含む30得点を記録した。これによりポール・ピアースを抜き、NBA歴代3ポイントシュート成功数ランキングで6位に入った。3日後、ウォーリアーズはワシントン・ウィザーズに144-122で勝利し、カリーは第3クオーターまでで11本の3ポイントシュートを含む51得点を記録した。彼は前半で31得点を記録し、彼のキャリアで6回目となる50得点以上、10回目となる1試合に10本以上の3ポイントシュート達成という快挙を成し遂げた。また、この試合で彼はNBA歴代3ポイントシュート成功数ランキングで、ジャマール・クロフォード（2153本）を抜いて5位に浮上した。10月28日、彼は7本の3ポイントシュートを含む35得点を記録し、ブルックリン・ネッツに120-114で勝利するのに貢献した。今シーズン最初の7試合にわたって、彼は7試合全てにおいて少なくとも5つの3ポイントシュートを成功させ、1995-96シーズンのジョージ・マクロードによる6試合連続での3ポイントシュート成功数の記録を打ち破った。ウォーリアーズはシーズンの序盤を10勝1敗で過ごした。11月8日のミルウォーキー・バックス戦で、カリーは鼠径部の故障でゲームを去り、ウォーリアーズは134-111で敗北した。カリーが抜けた穴は大きく、ウォーリアーズは11月21日時点で12勝7敗という成績を残した。
12月1日にカリーが試合に復帰し、27得点を記録したが、ウォリアーズはデトロイト・ピストンズに111-102で敗れた。12月17日、彼はメンフィス・グリズリーズ戦に110-93で勝利して20得点を記録し、ウォリアーズの選手として、レギュラーシーズン中に1万5000得点を記録した5番目のプレーヤーとなり、ウィルト・チェンバレン（1万7783得点）、リック・バリー（1万6447得点）、ポール・アリジン（1万6266得点）およびクリス・マリン（1万6235得点）に並んだ。12月23日、カリーは42得点を記録し、 ロサンゼルス・クリッパーズに129-127で勝利した。1月5日、彼はサクラメント・キングス戦で10本の3ポイントシュートを含む42得点を記録し、127-123でウォーリアーズが勝利した。1月11日、シカゴ・ブルズ戦に146-109で勝利し、カリーはNBA歴代3ポイントシュート成功数ランキングでジェイソン・テリー（2282本）を抜き、NBA歴代3位に入った。2日後、彼は11本の3ポイントシュートを成功させて48得点を記録し、ダラス・マーベリックスに119-114で勝利した。1月16日、ウォーリアーズがニューオリンズ・ペリカンズを147-140で倒し、彼は9本の3ポイントシュートを含む41得点を記録した。これによって、彼は3試合連続で8本以上の3ポイントシュートを成功させたNBA史上初の選手となった。1月31日、彼はフィラデルフィア・76ersに113-104で敗れたが、10本の3ポイントシュートを含む41得点を記録した。2月21日、彼はサクラメンタ・キングスに125-123で勝利し、10本の3ポイントシュートを含む36得点を獲得した。3月16日、オクラホマシティ・サンダー戦で、カリーはキャリア通算1万6000得点に達した。3月29日に、彼はミネソタ・ティンバーウルブズに131-130で敗れたが、11本の3ポイントシュートを含む37得点を記録した。4月2日、デンバー・ナゲッツに116-102で勝利し、カリーはキャリア初となる9試合連続で5本以上の3ポイントシュートを成功させ、ウォーリアーズの歴代得点数ランキングでクリス・マリンを抜いて４位に上がった。4月5日、彼はクリーブランド・キャバリアーズを120-114で打ち倒し40得点を記録したため、ウォリアーズの歴代得点数ランキングでポール・アリジンを抜いて歴代3位に入った。
ウォーリアーズは57-25の成績でウェスタン・カンファレンスの第1シードとしてプレーオフに進出した。プレイオフ第1回戦のロサンゼルス・クリッパーズ戦の第1戦では、カリーは38得点を記録し、彼はレイアレン（385本）の記録を抜き、NBAの歴史上ポストシーズンで最も多くの3ポイントシュートを成功させたプレーヤーとなった。また、ポストシーズンのキャリアハイとなる15リバウンドと7アシストで121-104で勝利を収めた。第2回戦、対ヒューストン・ロケッツ戦の第6戦では、カリーは33得点を記録し、118-113で勝利し、ヒューストン・ロケッツを4-2で打ち倒し、ウェスタン・カンファレンス・ファイナル進出を決めた。ウェスタン・カンファレンス決勝の第1戦で、カリーはポートランド・トレイルブレイザーズを116-94で打ち倒し、ポストシーズンでのキャリアハイとなる9本の3ポイントシュートを含む36得点を記録した。彼はシリーズでのキャリアハイとなる平均36.5得点を記録した。これは、NBAの歴史上において、4試合をスイープで勝ち抜けた選手の中で最高の記録であり、NBA史上6番目となる、シリーズ最初の4試合で35得点以上を記録した選手となった。第4戦では、119-117で勝利し、37得点、12リバウンド、11アシストを達成した。これにより、カリーとドレイモンド・グリーンは、同じプレーオフでの試合で共にトリプル・ダブルを達成したNBA史上初のチームメイトとなった。NBA決勝の第3戦で、カリーはトロント・ラプターズに123-109で敗北したが、プレーオフでのキャリアハイとなる47得点、8リバウンド、7アシストを記録した。第5戦では、彼は31得点を記録し、106-105でウォリアーズが勝利した。第6戦では、カリーは21得点を記録したが、ウォーリアーズはラプターズに114-110で敗北し、3連覇達成には届かなかった。

#### 2019-20シーズン：故障による長期離脱
10月31日の第4節フェニックス・サンズ戦で転倒し、左手人さし指の第二中手骨骨折を負う。翌日に手術を受け、全治まで少なくとも3カ月かかる見込みとされた。3月5日のトロント・ラプターズ戦で復帰するも、続く2試合を風邪で欠場すると新型コロウイルスの影響で3月11日にシーズン中断が決定。リーグ最下位（15勝50敗）に低迷していたウォリアーズとカリーのシーズンは終了となった。

#### 2020-21シーズン：数々の記録更新。そして無念のプレイオフ不出場
故障から復帰し、エースとしてチームを牽引。2021年1月3日のポートランド・トレイルブレイザーズ戦でキャリアハイとなる62得点を記録し、ウェスタン・カンファレンスの週間MVPに選ばれた。同24日のユタ・ジャズ戦で5本の3ポイントシュートを決め、通算2562本としてレジー・ミラーを抜き歴代2位に浮上した。
4月13日本拠地サンフランシスコでのデンバー・ナゲッツ戦で53得点を記録した。これによりウィルト・チェンバレンの1万7783点を抜き、通算1万7818得点として球団新記録を樹立した。
カリーは4月26日のサクラメント・キングスとの試合で合計85本の3ポイントシュートを記録。これは2019年11月にジェームズ・ハーデンが記録した82本を上回り、月間3ポイントシュート成功数で史上最多となる。そして、4月28日の対ダラス・マーベリックス戦で5本、4月30日の対ミネソタ・ティンバーウルブズ戦で6本スリーを決め、月間3ポイントシュート成功数の記録を伸ばした。結果的には月間で96本のスリーを沈め、4月の月間最優秀選手に選ばれた。2017-18シーズン以来、通算8度目の選出となったカリーは、4月に出場した15試合でリーグ最多の平均37.3得点（フィールドゴール成功率51.8%、3ポイントショット成功率46.6%、フリースロー成功率90.8%）、6.1リバウンド、4.6アシストを記録。月間最多の206本中96本の3Pを成功させたほか、1カ月間で平均35得点かつ"50-40-90クラブ"（FG成功率50%以上、3P成功率40%以上、FT成功率90%以上）を記録したNBA史上初の選手となった。
4月7日にコービー・ブライアント（元ロサンゼルス・レイカーズ）が持っていた33歳以上の選手の連続30得点試合の数（10試合でNBA記録）を更新して11試合連続となり、コービーの記録を破った。2012年12月のコービー・ブライアント以来約9年ぶり、ウォリアーズの歴史上でもウィルト・チェンバレン以来、史上2人目の快挙となった。
カリーはこのシーズン10本以上スリーを決めた試合が7試合あり、これはキャリアハイである。他のスリーポイントを得意とする選手たちでさえキャリアで6試合以上決めたことはない（クレイ・トンプソンは5回、ダミアン・リラード、ジェームズ・ハーデン、J・R・スミスは3回）。ちなみにカリーはキャリアで10本以上スリーを決めた試合が22試合ある。
ウォリアーズはレギュラーシーズン8位で終わったが、新しく導入されたプレーイン・トーナメントでレギュラーシーズン9位で終わったメンフィス・グリズリーズと対戦しオーバータイムにまでもつれ、カリー自身は39得点と孤軍奮闘したが後一歩及ばすプレイオフには出場出来なかった。
2020-21シーズン平均32.0得点、5.5リバウンド、5.8アシスト、5.3本のスリー成功数を残し、この成功数は満場一致MVPを取っ2015-16シーズンより多い本数だった。得点王を受賞しオールNBAファーストチームに選出されシーズンMVP筆頭候補と言われていたが、チーム成績が悪くシーズンMVP投票3位となった。
カリーは「今シーズンは過密日程だったし健康安全プロトコルもあり、自分がキャリアのどの位置にいるかも考えると、オフシーズンは大切にしたいと思った。ラスベガスに行ってプレーするすべての選手を尊敬するし、彼らの成功と金メダル獲得を願っているよ」と述べ、2021年に開催されるオリンピックを辞退した。
この年のオフにウォリアーズとの4年総額2億1500万ドルの延長契約に合意した。

#### 2021-22シーズン：シーズン3P成功数新記録・オールスターMVP&ファイナルMVP初受賞・4度目のNBA制覇
開幕戦となった10月19日のロサンゼルス・レイカーズ戦では、21得点、10リバウンド、10アシストを記録し、自身8度目のトリプル・ダブルを記録、3年ぶりの開幕戦勝利を残した。そしてロサンゼルス・クリッパーズ戦で45得点、10リバウンド、サクラメント・キングス戦で27得点、10アシストを残し、2015-16シーズン以来初の開幕3連勝を飾った。
開幕から3戦連続で20-10以上をクリア。これはウォリアーズの選手として、1970-71シーズンのジェリー・ルーカス（元シンシナティ・ロイヤルズほか）以来の快挙となっている。10戦目となった11月8日のアトランタ・ホークス戦ではリーグ最多の50得点、10アシスト、7リバウンド、3スティールでチームの5連勝に貢献し、キャリア通算10度目の50得点ゲームを達成した。ウォリアーズの選手としてはウィルト・チェンバレン（1963年2月13日）、リック・バリー（1974年2月23日）に次いで史上3人目の50得点、10アシストを記録し、33歳での50得点、10アシストは、1968年に31歳で53得点&14アシストを記録したウィルト・チェンバレンを抜いてNBA最年長記録を更新。32歳以上で4回目の50点ゲームは、神様マイケル・ジョーダン（5回）に次いで2番目となった。
12月14日のニューヨーク・ニックス戦でレギュラーシーズンのみの通算スリーポイント成功数でアレンを上回る2974本目を記録し、NBA新記録を樹立。敵地ながら大歓声を浴び、観戦に訪れていたアレンやレジー・ミラー、父のデルからも祝福された。
12月29日に行われたデンバー・ナゲッツ戦で、カリーはレギュラーシーズン3P成功数3000本を達成した。また、この試合で157試合連続での3P成功を達成し、2014年11月13日（同14日）から2016年11月3日（同4日）にかけて自身が樹立したNBA最長記録に並んだ。
1月2日のユタ・ジャズ戦で新たな記録を樹立した。カリーはジャズ戦の第1クォーターに3Pを成功させ、自身が保持している157試合連続3P成功を上回る158試合連続3P成功を達成した。
1月22日にで行われたヒューストン・ロケッツ戦で決勝ブザービーターを沈めウォリアーズを勝利へ導いた。
1月27日に自身8回目のオールスターかつスターターで出場することが発表された。カリーは西カンファレンスのガード部門でファン投票、メディア投票、選出間投票の全てで1位の票数を手に入れたが、2017-18シーズン以来となるオールスターキャプテンとはならなかった。
そしてオールスター本戦では3ポイント16本を含むゲームハイの50点を記録しMVPを受賞。50点以上でMVPとなったのは、2017年のアンソニー・デイビス（2017年）以来、史上2人目となる。また33歳343日でのMVP受賞は、シャキール・オニール（36歳346日、2009年）、マイケル・ジョーダン（34歳356日、1998年）に次ぎ、3番目に高い年齢となった。カリーは第3クォーター途中に早くも10本目の3ポイントを沈めてポール・ジョージ（ロサンゼルス・クリッパーズ）が持つ記録を抜き去ると、試合終了までに16本まで積み上げた。1試合の成功数に加えて、クォーター（6本）、ハーフ（8本）の記録も更新している。
カリーは3月11日に行われたデンバー・ナゲッツ戦で史上49人目の通算2万得点を達成した。 今季リーグ10位（3月11日時点）の平均25.8得点を記録しているカリーはこの日、34得点（フィールドゴール11/21、3ポイント5/12、フリースロー7/7）、9リバウンド、3アシスト、2スティールを記録。とりわけ、マイルストーン達成の瞬間では"らしさ"を発揮した。 85-83とリードして迎えた第3クォーター残り7.8秒、密着マークにつくナゲッツのブリン・フォーブスをレッグスルーのクロスオーバーで揺さぶり、トップの位置33フィート（約10.05m）の距離から3ポイントシュート。これを綺麗に成功させ、出場823試合目で史上49人目の通算2万得点達成となった。
そして順調に回復し、プレイオフ1回戦のゲーム1で復帰をした。プレイオフの相手は昨シーズンのMVPニコラ・ヨキッチ率いるデンバー・ナゲッツ。カリーはジョーダン・プールにスタメンを譲り、22分間の出場でスリーポイント3本を含む16得点を記録し、ウォリアーズの勝利に貢献した。
ゲーム2では、わずか22分57秒の出場ながら5本の3ポイント成功を含むゲームハイの34得点、3リバウンド、4アシストと大活躍を見せ、勝利の立役者となった。カリーは24秒のショットクロックが導入された1954-55シーズン以降、プレーオフで史上最短の出場時間で30得点以上を記録した選手となった。
ゲーム3ではチームハイとなる27得点を記録。しかしゲーム4では、またもやチームハイとなる33得点を記録したが、ウィル・バートンにゲームウィナーとなったスリーポイントを決められ、スウィープで下すことはできなかった。
そしてホームに戻ってきたゲーム5。3月17日以来となる先発メンバーに復帰したカリーは3ポイントシュート5本を含む30得点、5リバウンド、5アシスト、2スティールでチームを牽引。4勝1敗でデンバー・ナゲッツを倒した。
カンファレンス準決勝の相手はジャ・モラント率いるメンフィス・グリズリーズ。ゲーム1は勝利。カリーは24得点、3リバウンド、4アシストを記録し、ウォリアーズの勝利に貢献した。続くゲーム2ではモラントを止められず、カリーは27得点、9リバウンド、8アシストというトリプル・ダブル級の活躍を残すが、あと一歩及ばず、1勝1敗のタイになった。ホームで行われたゲーム3ではカリーが30得点、6アシスト、カリー以外にも15得点以上取った選手が5人おり、142-112で快勝した。ゲーム4ではカリーが第4クォーター残り45.7秒から連続して決めた8本のフリースローが違いを生み出し、101-98で勝利した。しかしゲーム5では試合序盤からリード奪われ、第3Qには最大55点もの点差を付けられてしまい、134-95というスコアで記録的大敗をしてしまった。ゲーム6では不調だったが勝負どころのスリーを含む29得点を記録し、グリズリーズを4勝2敗で下した。
3年ぶりのカンファレンスファイナルでは、ルカ・ドンチッチ率いるダラス・マーベリックス。王手をかけた第4戦こそ接戦の末落としてしまったが、カリーはプレーオフ通算127試合目で100度目の20得点超えに到達。キャリアプレーオフ平均26.5得点、5.4リバウンド、6.3アシストを誇る34歳のスーパースターは、NBA史上16人目の快挙を成し遂げた。そして4勝1敗で下し、直近8年間で6回目のNBAファイナル進出を果たした。2021-22シーズンに創設されたNBAウェスタン・カンファレンスファイナルMVPを受賞し、マジック・ジョンソン・トロフィーを手にした。カリーは9人の投票者全員から投票され、初代ウェスタンカンファレンスMVPに選ばれた。

#### 2022-23シーズン
この年自身9度目となるオールスターのスターターに選ばれた。1月30日の試合でウィルト・チェンバレンが持っていたチームのFG成功数記録を更新した。3月15日のロサンゼルス・クリッパーズ戦で50得点を記録した。30歳を過ぎて50得点を記録した試合数を7に伸ばしマイケル・ジョーダンを抜き、チェンバレンとともに史上1位タイとなった。
プレーオフ1回戦のサクラメント・キングスとの第7戦で50得点を記録し、これまでケビン・デュラントが持っていたプレーオフ第7戦のNBA記録を更新した（ただしこの記録は同シーズンにジェイソン・テイタムにより更新された。）。彼はまたカール・マローンが持っている35歳以上の選手がプレーオフの1試合で記録した得点記録に並んだ。
チームはプレーオフ2回戦でロサンゼルス・レイカーズに2勝4敗で敗れた。プレーオフ敗退後の5月18日に2022-23シーズンのJ・ウォルター・ケネディ市民賞に選出された。

#### 2023-24シーズン
2023年12月17日のポートランド・トレイルブレイザーズ戦で3ポイントシュートを8本放ったが、すべて失敗した。これにより、2018年12月1日のデトロイト・ピストンズ戦以降続いていたレギュラーシーズンの連続試合3ポイント成功記録は268試合で途切れた。2月3日、アトランタ・ホークスとの対戦では10本の3ポイントを決めるなど、60得点を記録、35歳を超えるNBAの選手としては、コービー・ブライアントに次いで、60点を超える得点を記録した2人目の選手となった。2月14日のロサンゼルス・クリッパーズとの対戦で9本の3ポイントを成功させ、NBAで初めて4試合連続して3ポイントを7本以上成功させた選手となった。レギュラーシーズン終了後、4月25日にNBA最優秀クラッチ選手賞に選出された。

#### 2024-25シーズン
2024年8月30日にウォリアーズとの1年総額6260万ドルの延長契約に合意し、1年総額6000万ドル以上の契約に合意したNBA史上初の選手となった。
11月10日のオクラホマシティ・サンダー戦で36得点、7アシストを記録し、チームは127-116で勝利した。12月25日のクリスマスゲームとなるロサンゼルス・レイカーズ戦で38得点（内3ポイントシュート8本）、6アシストを記録し、クリスマスゲームにおける1試合3P成功数記録に並んだ。2025年1月2日のフィラデルフィア・76ers戦で30得点（3ポイントシュート8本全て成功）、10アシストを記録し、このスタッツラインを記録したNBA史上初の選手となった。また、35歳以上のガードの選手が30得点以上を記録した試合数でマイケル・ジョーダンに並び、歴代最多タイとなった。同月25日に自身11度目となるオールスターにスターターとして選出された。
2月8日のシカゴ・ブルズ戦で34得点、6アシストを記録し、チームは132-111で勝利した。なお、この試合でカリーは第3クォーターだけで24得点を記録し、自身41度目となる1クォーターだけで20得点以上を記録した試合となり、これは歴代最多である（1997-98シーズン以降）。2日後のミルウォーキー・バックス戦では38得点を記録し、チームは125-111で勝利した。なお、36歳以上で4試合連続で30得点以上を記録したのは、カール・マローン、マイケル・ジョーダン、レブロン・ジェームズに次いで史上4人目であった。同月16日に行われたオールスターにて、自身2度目となるオールスターゲームMVPを受賞した。なお、シーズンMVP、オールスターゲームMVP、ファイナルMVPをそれぞれ2度以上受賞したのは、マジック・ジョンソン、レブロン・ジェームズに次いで史上3人目であった。同月27日のオーランド・マジック戦でシーズンハイとなる12本の3ポイントシュートを含む56得点を記録し、チームは121-115で勝利した。なお、35歳以上で50得点以上を記録したのは自身3度目であり、これは歴代最多である。また、1試合で12本の3ポイントシュート成功を3度達成したのは、クレイ・トンプソンに次いでNBA史上2人目であった。
3月8日のデトロイト・ピストンズ戦で32得点を記録し、NBA史上26人目となる通算2万5000得点を達成した。同月13日のサクラメント・キングス戦で2本の3ポイントシュートを沈め、通算3ポイント成功数4000本を達成した史上初の選手となった。

## プレースタイル
父で元NBA選手であるデル・カリー譲りの圧倒的なシュートセンスを武器に得点を重ねるシューター型スコアラー。
カリー最大の特徴は、NBAの歴史という観点から見てもずば抜けた3ポイントシュート能力である。優れたボールハンドリング技術でシュートスペースを作りだし、極度に省略化されたシュートフォームで高確率の3ポイントシュートを沈める。従来のシューターは味方のアシストやスクリーンを利用して、オープンになった状態で3ポイントシュートを撃つが、カリーはシュートセレクションに関わらず、通常のジャンプシュートと同じような感覚で撃つ。通常では考えられない頻度とタイミングで放たれるシュートは相手ディフェンスにとってはまさに脅威である。相手マークが付いている状態でのタフショットをものともせずシュートを決め、ディフェンスが警戒していない3ポイントラインの数メートル後ろからシュートを放つこともしばしばあり、クォーター終わりにハーフコートラインからシュートを決めることも珍しくない。たとえ、それまでの全ての3ポイントシュートを外していても、一度リズムを掴むと連続で立て続けに決めてくるので、試合を一気にひっくり返す、もしくはその時点で試合の決着を事実上つけてしまうことも多い。
ボールハンドリングに関しては、自身もドリブルの名手で鳴らしたアレン・アイバーソンが、カリーとカイリー・アービングは他の選手とレベルが違うと発言している。
また、オフザボールの動きにも圧倒的に優れており、試合中に動きを止めることがない。圧倒的な運動量とクイックネス、多彩なフェイント、的確な位置取り、展開の把握力によって、ボールを持っていないときにも相手ディフェンダーを消耗させる。J・R・スミスはチームメートのマシュー・デラベドバがカリーを守っていて死にかけたエピソードを話している。ドウェイン・ウェイドは、カリーの最大の強みはオフザボールの動きにあると述べている。
クラッチタイムにも強く、カリーの3ポイントシュートによって試合が決定づけられることも多い。自身も3ポイントシュートを大きな武器と自負しており、シュートが決まる前に振り返りディフェンスに戻ってしまうほどである。特に2015-16シーズンには3ポイントシュートの試投数が顕著に増加しており、1試合平均約11本を記録し、最終的には402本の3ポイントシュートを沈めている。通常NBAではシーズンを通して200本以上3ポイントシュートを決めればリーグ屈指のシューターと言えるが、この数字は異常とさえ言える。2013-14シーズンMVPのケビン・デュラントはツイッター上で、「彼が歴代最高のシューターだ」という旨の発言をしており、スティーブ・ナッシュも「本当に、彼はこれまでで最高（のシューター）だよ」と述べている。
アシストのセンスにも優れ、ビハインドバックパスなどを用いてトリッキーなアシストを見せる。しかしアップテンポで直感的なパスを好むため、基本的なパスの正確さに欠け、ゲームメイクをする立場であるポイントガードでありながら、ターンオーバー数が多いことが欠点としてあげられるほか、スクランブルやリバウンドといった球際に弱いとの指摘もある。また、フィジカルの弱さが影響しチームディフェンスの穴となってしまうことが多く、今後の課題となっている。
マイケル・ジョーダンとはプレースタイルが全く異なるためネクスト・ジョーダンに挙げられることはほとんどないが、子供たちへの影響力はジョーダン並と評価する声もありドレイモンド・グリーンが「この時代のマイケル・ジョーダンのよう」 「若い子どもたちを見ていると、ステフは彼らにとってジョーダンのようだ。みんなロングスリーを打ちたがっている。ジムに行くと、小さな子どもたちが40フィートの距離からシュートを決めているのを見るんだ。それはステフ・カリーとクレイ・トンプソンの影響だよ」と評している。

## 人物
- ブランドン・ジェニングスと親交がある。両者ともに2009年のNBAドラフトでNBA入りし、同じシューズメーカー (アンダーアーマー) と契約している間柄でもある。
- ドラフト外でゴールデンステート・ウォリアーズに入団したケント・ベイズモアとは同じノースカロライナ出身ということもあって、すぐに交友関係を築けた。ベイズモアはNBA入り後早々にアンダーアーマーと契約し、2013年にナイキとの契約が終了するカリーを熱心にリクルートしたことがきっかけでカリーはアンダーアーマーと契約した。
- アメリカのブランドであるActive Faith社のIJNIPシリコンブレスを左手首に身に着けている。IJNIPとは"In Jesus Name I Play"「神（イエス）の名においてプレーする」の意。
- 敬虔なクリスチャンであり、両手首に『新約聖書』「コリントの信徒への手紙一」13章8節「愛は決して絶えることがありません」、両上腕二頭筋に「ヨハネによる福音書」3章30節「あの方は盛んになり私は衰えなければなりません」を意味するタトゥーを彫っている[104]。また、彼が試合で使うスニーカーには必ず、「フィリピの信徒への手紙」4章13節「私は、私を強くしてくださる方によって、どんなことでもできるのです」が彼の手によって書かれている[105]。他のウォリアーズのチームメイト達、ドレイモンド・グリーンやクレイ・トンプソンも熱心なクリスチャンであり、チーム内でのBible Studyにはほとんどの選手が参加していた[106]。
- カリーがサッカーアルゼンチン代表のリオネル・メッシの大ファンであることを公言したのに対し、メッシも「僕もステフのファンなんだ」と感謝の意を示している[107]。
- シャーロット出身ということもあり、NFLカロライナ・パンサーズのファンであり、パンサーズの選手とも親交がある。ウォリアーズがシャーロットに遠征した時のバンク・オブ・アメリカ・スタジアムや、2016年第50回スーパーボウルにパンサーズが出場した際のリーバイス・スタジアムでは、試合開始前にパンサーズのドラムを叩く役で登場しパンサーズファンから大歓声を浴びた。
- 彼のシグネイチャーシューズ第3弾である"Curry 2.5"は2015-16シーズンで最も売れたバスケットシューズとなった。
- カリーの功績を称え、母校のシャーロット・クリスチャン高校では着用していた20番が永久欠番に指定されている。大学やNBAでは父デル・カリーの現役時代の背番号にちなんで30番を着用していたが、高校時代の30番はサイズが大きいものしかなく着用できなかった。なおデイビッドソン大学は「永久欠番に指定されるには同大学を卒業しなくてはならない」と発表しているため、カリーの背番号が欠番になる可能性は低いと言われていたが、残された単位を2022年に取得。同年5月に自身のSNSで大学を卒業したと報告した。同時に大学からもカリーの卒業を祝福するコメントと背番号30の永久欠番が発表されたが、肝心の卒業式はプレーオフ期間中でカリーはチームを離れられなかったため、母親が代理で出席した。
- 2017年5月、ESPNは世界で最も有名なアスリート100人を発表し、カリーは11位に選出された。バスケットボール選手ではレブロン・ジェームズ、ケビン・デュラントに次ぐ3位[108]。
- ウォリアーズのスティーブ・カーヘッドコーチがカリー家について、「彼らはNBAにおけるロイヤル・ファミリーみたいだね」とコメントを残している[109]。
- ウォリアーズのチームメイトであるデイミオン・リーは、2018年に妹のシデル・カリーと結婚したことにより義弟となった。

## 個人成績

### NBA

#### レギュラーシーズン
| シーズン     | チーム       | GP   | GS   | MPG  | FG%  | 3P%  | FT%   | RPG | APG | SPG | BPG | PPG  |
| ------------ | ------------ | ---- | ---- | ---- | ---- | ---- | ----- | --- | --- | --- | --- | ---- |
| 2009–10      | GSW          | 80   | 77   | 36.2 | .462 | .437 | .885  | 4.5 | 5.9 | 1.9 | .2  | 17.5 |
| 2010–11      | GSW          | 74   | 74   | 33.6 | .480 | .442 | .934  | 3.9 | 5.8 | 1.5 | .3  | 18.6 |
| 2011–12      | GSW          | 26   | 23   | 28.2 | .490 | .455 | .809  | 3.4 | 5.3 | 1.5 | .3  | 14.7 |
| 2012–13      | GSW          | 78   | 78   | 38.2 | .451 | .453 | .900  | 4.0 | 6.9 | 1.6 | .2  | 22.9 |
| 2013–14      | GSW          | 78   | 78   | 36.5 | .471 | .424 | .885  | 4.3 | 8.5 | 1.6 | .2  | 24.0 |
| 2014–15      | GSW          | 80   | 80   | 32.7 | .487 | .443 | .914  | 4.3 | 7.7 | 2.0 | .2  | 23.8 |
| 2015–16      | GSW          | 79   | 79   | 34.2 | .504 | .454 | .908  | 5.4 | 6.7 | 2.1 | .2  | 30.1 |
| 2016–17      | GSW          | 79   | 79   | 33.4 | .468 | .411 | .898  | 4.5 | 6.6 | 1.8 | .2  | 25.3 |
| 2017–18      | GSW          | 51   | 51   | 32.0 | .495 | .423 | .921  | 5.1 | 6.1 | 1.6 | .2  | 26.4 |
| 2018–19      | GSW          | 69   | 69   | 33.8 | .472 | .437 | .916  | 5.3 | 5.2 | 1.3 | .4  | 27.3 |
| 2019–20      | GSW          | 5    | 5    | 27.8 | .402 | .245 | 1.000 | 5.2 | 6.6 | 1.0 | .4  | 20.8 |
| 2020–21      | GSW          | 63   | 63   | 34.2 | .482 | .421 | .916  | 5.5 | 5.8 | 1.2 | .2  | 32.0 |
| 2021–22      | GSW          | 64   | 64   | 34.5 | .437 | .380 | .923  | 5.2 | 6.3 | 1.3 | .4  | 25.5 |
| 2022–23      | GSW          | 56   | 56   | 34.7 | .493 | .427 | .915  | 6.1 | 6.3 | .9  | .4  | 29.4 |
| 2023–24      | GSW          | 74   | 74   | 32.7 | .450 | .408 | .923  | 4.5 | 5.1 | .7  | .4  | 26.4 |
| 2024–25      | GSW          | 70   | 70   | 32.2 | .448 | .397 | .933  | 4.4 | 6.0 | 1.1 | .4  | 24.5 |
| 通算         | 通算         | 1026 | 1020 | 34.1 | .471 | .423 | .911  | 4.7 | 6.4 | 1.5 | .3  | 24.7 |
| オールスター | オールスター | 10   | 9    | 26.5 | .424 | .393 | 1.000 | 6.0 | 5.6 | 1.4 | .3  | 21.6 |

#### プレーイン
| シーズン | チーム | GP | GS | MPG  | FG%  | 3P%  | FT%   | RPG | APG | SPG | BPG | PPG  |
| -------- | ------ | -- | -- | ---- | ---- | ---- | ----- | --- | --- | --- | --- | ---- |
| 2021     | GSW    | 2  | 2  | 44.0 | .490 | .500 | .933  | 5.5 | 4.0 | 1.5 | .0  | 38.0 |
| 2024     | GSW    | 1  | 1  | 36.5 | .500 | .429 | 1.000 | 4.0 | 2.0 | 2.0 | 1.0 | 22.0 |
| 2025     | GSW    | 1  | 1  | 38.7 | .409 | .462 | 1.000 | 8.0 | 4.0 | 1.0 | .0  | 37.0 |
| 通算     | 通算   | 4  | 4  | 40.8 | .472 | .477 | .968  | 5.8 | 3.5 | 1.5 | .3  | 33.8 |

#### プレーオフ
| シーズン | チーム | GP  | GS  | MPG  | FG%  | 3P%  | FT%  | RPG | APG | SPG | BPG | PPG  |
| -------- | ------ | --- | --- | ---- | ---- | ---- | ---- | --- | --- | --- | --- | ---- |
| 2013     | GSW    | 12  | 12  | 41.4 | .434 | .396 | .921 | 3.8 | 8.1 | 1.7 | .2  | 23.4 |
| 2014     | GSW    | 7   | 7   | 42.3 | .440 | .386 | .881 | 3.6 | 8.4 | 1.7 | .1  | 23.0 |
| 2015     | GSW    | 21  | 21  | 39.3 | .456 | .422 | .835 | 5.0 | 6.4 | 1.9 | .1  | 28.3 |
| 2016     | GSW    | 18  | 17  | 34.3 | .438 | .404 | .916 | 5.5 | 5.2 | 1.4 | .3  | 25.1 |
| 2017     | GSW    | 17  | 17  | 35.4 | .484 | .419 | .904 | 6.2 | 6.7 | 2.0 | .2  | 28.1 |
| 2018     | GSW    | 15  | 14  | 37.0 | .451 | .395 | .957 | 6.1 | 5.7 | 1.7 | .7  | 25.5 |
| 2019     | GSW    | 22  | 22  | 38.5 | .441 | .377 | .943 | 6.0 | 5.7 | 1.1 | .2  | 28.2 |
| 2022     | GSW    | 22  | 18  | 34.7 | .459 | .397 | .829 | 5.2 | 5.9 | 1.3 | .4  | 27.4 |
| 2023     | GSW    | 13  | 13  | 37.9 | .466 | .363 | .845 | 5.2 | 6.1 | 1.0 | .5  | 30.5 |
| 2025     | GSW    | 8   | 8   | 35.1 | .477 | .400 | .893 | 5.3 | 5.1 | 1.0 | .8  | 22.6 |
| 通算     | 通算   | 155 | 149 | 37.2 | .454 | .397 | .889 | 5.3 | 6.1 | 1.5 | .3  | 26.8 |

### カレッジ
| シーズン | チーム       | GP  | GS  | MPG  | FG%  | 3P%  | FT%  | RPG | APG | SPG | BPG | PPG  |
| -------- | ------------ | --- | --- | ---- | ---- | ---- | ---- | --- | --- | --- | --- | ---- |
| 2006-07  | デビッドソン | 34  | 33  | 30.9 | .463 | .408 | .855 | 4.6 | 2.8 | 1.8 | .2  | 21.5 |
| 2007-08  | デビッドソン | 36  | 36  | 33.1 | .483 | .439 | .894 | 4.6 | 2.9 | 2.0 | .4  | 25.9 |
| 2008-09  | デビッドソン | 34  | 34  | 33.7 | .454 | .387 | .876 | 4.4 | 5.6 | 2.5 | .2  | 28.6 |
| 通算     | 通算         | 104 | 103 | 32.6 | .467 | .412 | .876 | 4.5 | 3.7 | 2.1 | .3  | 25.3 |

## 受賞歴・記録
- 4× NBAチャンピオン（2015、2017、2018、2022）
- 2× NBAシーズンMVP（2015、2016）
- NBAファイナルMVP（2022）
- NBAウェスタン・カンファレンスファイナルMVP（2022）
- 8× NBAオールスター（2014 - 2019、2021、2022）
- NBAオールスターゲームMVP（2022）
- 4× オールNBAファーストチーム（2015、2016、2019、2021）
- 3× オールNBAセカンドチーム（2014、2017、2022）
- オールNBAサードチーム（2018）
- NBAオールルーキー・ファーストチーム（2010）
- 2× NBA得点王（2016、2021）
- NBAスティール王（2016）
- 50-40-90クラブ（2016）
- 4× フリースロー成功率1位（2011、2015、2016、2018）
- 2× NBAスリーポイント・コンテスト優勝（2015、2021）
- NBAスキルチャレンジ優勝（2011）
- NBAスポーツマンシップ賞（2011）
- NBA75周年記念チーム（2021）
- オールアメリカン・コンセンサスファーストチーム（2009）
- オールアメリカン・コンセンサスセカンドチーム（2008）
- NCAAシーズン得点王（2009）
- 2× SoCon年間最優秀選手（2008、2009）
- 3× オールSoConファーストチーム（2007 - 2009）

### NBA記録
- 通算3P成功数：4000
- シーズン3P成功数：402（2015-2016シーズン）
- 連続試合3P成功（レギュラーシーズン+プレーオフ）：233
- 連続試合3P成功（レギュラーシーズンのみ）：268
- 1試合オーバータイム得点：17（2016年5月17日）
- 3P10本以上成功試合数：25
- プレーオフ通算3P成功数：618
- プレーオフ連続試合3P成功：132
- NBAファイナル通算3P成功数：152

## フィルモグラフィー

### 映画
| 年   | 題名 | 備考 |
| ---- | ---- | ---- |
| 2026 | Goat | 製作 |